# Rodulfus Glaber
Rodulfus Glaber (také uváděný jako Rudolf nebo Ralph Glaber; 985–1047) byl francouzský benediktinský mnich a kronikář. Během své kariéry vystřídal kláštery Saint-Léger-de-Champeaux, odkud byl pro nekázeň vyhozen, Sv. Benigna u Dijonu, dále Cluny, kde byl jeho představeným Odilo z Cluny, a konečně Saint-Germain v Auxerre, kde zemřel.
Rodulfova kronika Historiarum libri quinque ab anno incarnationis DCCCC usque ad annum MXLIV (Pět knih dějin od roku Páně 900 do roku 1044), již začal psát kolem roku 1026, je jedním z nejdůležitějších pramenů k západoevropské historii kolem roku 1000. Kromě toho Rodulfus napsal hagiografii Viléma z Volpiana Vita Sancti Guillelmi Abbatis Divionensis (Život svatého Viléma, opata dijonského).